# Regia Anglorum

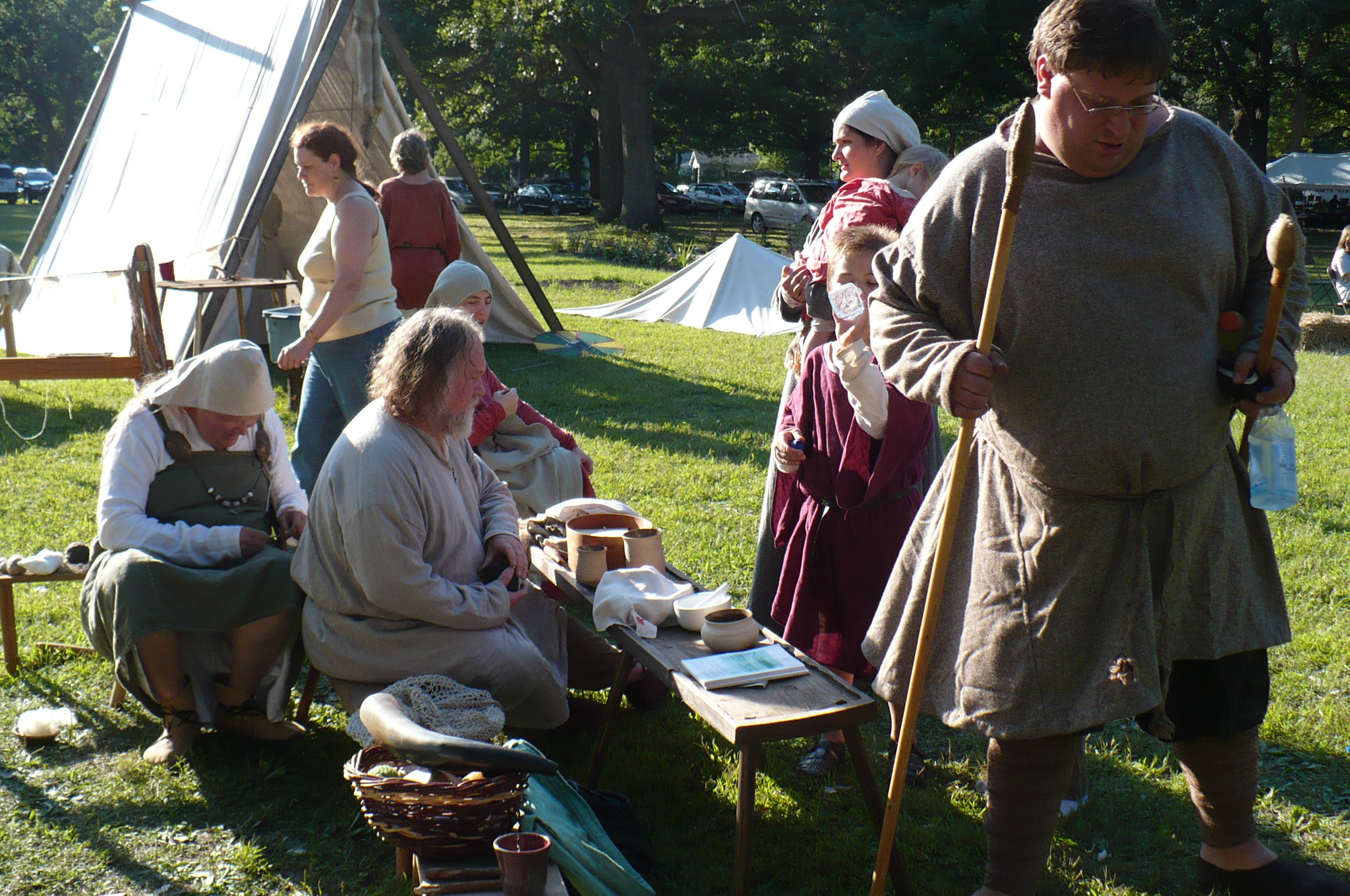
Des membres de Regia Anglorum participant au Scandinavian Day Festival de South Elgin, dans l'Illinois.

Regia Anglorum est une association à but non lucratif de reconstitution historique britannique qui s'intéresse à l'histoire de l'Angleterre entre 950 et 1066. Elle se présente comme l'une des plus grandes associations de reconstitution historique du Haut Moyen Âge, avec 41 groupes locaux au Royaume-Uni et en Amérique du Nord.

## Histoire
L'association Regia Anglorum est fondée en 1986 par d'anciens membres de l'association The Vikings (en). Son nom signifie « les royaumes des Anglais » en latin et correspond à une expression employée par les chroniqueurs médiévaux pour désigner le royaume d'Angleterre. Son apparition dans des programmes télévisés tels quel Michael Wood on Beowulf, diffusé sur BBC Four en 2009, a contribué à sa popularité.